# 莫道克大學
莫道克大學（英語：Murdoch University），又譯默多克大学、墨道什大学、莫道科大学或梅鐸大学，是位於澳大利亚西澳大利亚州首府珀斯郊区莫道克的一所公立大學，佔地227公頃，總校是澳大利亞面積最大的大學校區。該校於1973年開始成為西澳的第二所大學，並於1975年起接受第一批學生入讀。該校除在莫道克設立其校總區之外，亦有分校於洛金漢和曼杜拉兩個市郊。其學校名稱取自於澳洲當地一位傑出的學者和隨筆作家華爾德·梅鐸爵士。2009年梅鐸大學商學院，在西班牙世界大學網路排名的商學院排名中，排名全國第26。
莫道克大学最出名的学科是兽医系。

## 概况
莫道克大学有13,000名大学生，其中有2,000名是国际学生，均来自澳洲以外的国家或地区（包括美国、英国、马来西亚、新加坡、中国、德国、加拿大、印度、日本、香港、泰国及非洲等等）。
另外在上海交通大学所評鑑的世界大学学术排行榜上，莫道克大学約在400至500名之间。

## 学科
莫道克大学提供多門学科：
- 工程学
- 法律学
- 回教学
- 电脑学
- 财经学
- 心理学
- 企业管理学
- 醫學
- 藥劑學
- 兽医学

## 校园设施

### 学生村

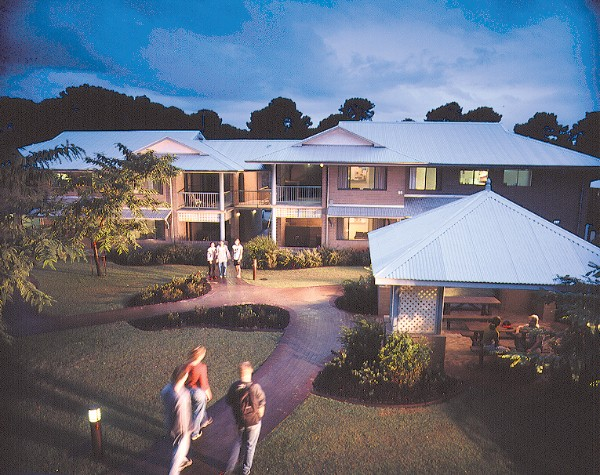
莫道克大學 學生村夜景

莫道克大学的主校区有一个学生村。学生村提供了一个非常大型的校园学生社区。大约超过530名来自不同国家，不同背景的学生於在学期間居住在学生村。学生村距离大學校總區的图书馆大约4分钟的路程。学生村基本提供双人房宿舍，单人房宿舍和豪华型间宿舍（单人间加厕所）。另外学生村一般只在开学期间开放，學生休假期间只开放少数房间予部分学生居住。

### 体育馆
莫道克大学内有个室内体育馆，提供各种体育活动；进入体育馆需要收费。有些学科的期末考试的考场会安排在体育馆内，所以考试期间体育馆会搭建临时考场。

### 图书馆
校總區图书馆，提供参考图书和学校所推荐的著作，以及提供網際網路上的網頁搜尋服務；这是为了提供学生进行网络研究。这座图书馆对公共开放。兽医学图书馆，提供兽医研究参考书，对兽医系学生开放。

### 公共电脑实验室
GCL公共电脑实验室，提供给莫道克的学生进行学习研究，对所有莫道克的学生开放。这个电脑实验室24小时对学生开放。

### 半公共电脑实验室
各个学科有各个学科的专门电脑试验室，只对相关学科学生开放。部分电脑实验室24小时开放。

### 校内诊所
学校有一个小型诊所，看病时需要预约。

### 其他设施
其他设施有银行，停车场等相关设施。

## 校园商店

### 饮食区
莫道克大学的校總區有許多饮食区，一个叫做食品角（Food court）、亚洲小吃（Asian food），以及其他一些咖啡屋和酒吧提供给在校学生。

### 书店
英文名是Book Shop，所有莫道克大学各系所建议购买的教科书皆可於此购得。这个书店也提供其他的学习用品。

### 學生会商店
學生會與行業公會的英文同為Guild，此一商店主要是提供一些二手教科书和学校纪念品。

### 其他
有其他一些商业商店在莫道克大学內部开分店，如旅行社、電腦商、銀行ATM等。

## 合并计划
莫道克大学和科廷科技大学在2005年6月原本有合併的计划，惟於是年11月，两所大学放弃了合併。

## 中国学联
2006年10月7日，西澳中国学生学者联合会正式成立。主要由西澳大学、莫道克大学、科廷大学、伊迪斯考文大学的学联组成。而莫道克学联在中国领事馆的支持下，也於同年正式成立。莫道克中国学联在草創阶段的主席是陈应龙，正式成立後的首任主席為单松华。

## 知名校友
陈四清，莫道克大学工商管理硕士。2017年7月任中国银行董事长、党委书记；2019年5月任中国工商银行党委书记、董事长。中国共产党第十九届中央委员会候补委员，第十四届全国政协委员、外事委员会副主任。

## 外部連結
- Academic Ranking of World Universities（上海交大所排的世界大学学术排名500强）
- A.U.People 澳群综合大论坛(西澳大学学联临时论坛) （页面存档备份，存于）